# Emmanuel Peillet
Emmanuel Peillet, né le 21 janvier 1914 à Reims et mort le 1er septembre 1973  à Paris, est un professeur de lettres et de philosophie, passionné de photographie, de cactus et de plantes grasses. Il serait, sous la personnalité de Jean-Hugues Sainmont, l'un des fondateurs du Collège de 'Pataphysique et, sous la personnalité d'Anne de Latis, rejoint l'Oulipo dès sa deuxième réunion.

## Biographie
Agrégé de philosophie, enseignant à Reims puis au lycée Michelet à Vanves et au lycée Louis-le-Grand à Paris, Emmanuel Peillet réalise notamment avec ses élèves, en 1943, la première édition (clandestine) des poèmes de Jacques Prévert. 
Jean-Louis Curtis témoigne que :

« son enseignement était fondé sur une idée-force, celle d'émancipation, de rupture : il fallait toujours se libérer de quelque chose, la liberté morale n'était jamais un état définitif, mais un effort de chaque instant, une conquête jamais assurée. »

Emmanuel Peillet affectionnait particulièrement les pseudonymes et, selon lui, son nom, « Emmanuel Peillet », était son « pseudonyme d'état civil »[réf. nécessaire]. On lui prête de multiples identités, qu'il a toujours niées avec fermeté, parmi lesquelles : P. Lié, Latis, Anne de Latis, Jean-Hugues Sainmont, Dr Sandomir, Mélanie le Plumet, Oktav Votka, Elme Le Pâle Mutin, etc., qui sont, en 1950, les fondateurs du Collège de 'Pataphysique. 
Il est, sous le nom de Latis, le premier membre coopté à l'Oulipo, l'ouvroir de littérature potentielle.

## Publications
En dehors de ses expositions et reportages photographiques, il a publié sous le nom d'Emmanuel Peillet :
- 1939 : Philosophie du départ (Éd. Coclea, Saint-Thibault-des-Vignes)
- 1951 : Églises & châteaux de la vallée de l'Ardre (portfolio de 36 photographies originales. Chez l'auteur, Reims)
- 1952 : Michel Alexandre (tiré à part sous couverture du Mercure de France)

Sous le pseudonyme de Mélanie le Plumet :
- 1944 : L'Ordre (Éditions du ver solitaire, Paris)

Sous le pseudonyme de Lathis :
- 1964 : L'Organiste athée (éditions du Collège de 'Pataphysique, XCI)

### Aux éditions L'Hexaèdre
- Philosophie du départ (réédition)
- L'Ordre (réédition), livre d'une incontestable actualité
- À l'amiable, première édition d'une œuvre inconnue, 62 collages
- Antonin Artaud, le poète foudroyé, conférence d’E. Peillet du 12 mai 1948

### Autres
- 2013 : Emmanuel Peillet, cours de philosophie, éditions Vigot
- 2002 : Peillardises, recueil de cours de philosophie, Résurrecteur Claude Meillet, édition Saint-Cyr-sur-Morin